# Steatoda cingulata
Steatoda cingulata là một loài nhện trong họ Theridiidae.
Loài này thuộc chi Steatoda. Steatoda cingulata được Tord Tamerlan Teodor Thorell miêu tả năm 1890.